# Pseudolithos
Pseudolithos là chi thực vật có hoa trong họ Apocynaceae.

## Các loài
Các loài trong chi này phân bố tại đông bắc vùng châu Phi nhiệt đới và bán đảo Ả Rập, bao gồm.
- Pseudolithos caput-viperae Lavranos, 1974
- Pseudolithos cubiformis (P.R.O.Bally) P.R.O.Bally, 1965
- Pseudolithos dodsonianus (Lavranos) Bruyns & Meve, 1995
- Pseudolithos gigas Dioli, 2002.
- Pseudolithos harardheranus Dioli, 2002
- Pseudolithos horwoodii P.R.O.Bally & Lavranos, 1974
- Pseudolithos mccoyi Lavranos & Mies, 2001
- Pseudolithos migiurtinus (Chiov.) P.R.O.Bally, 1975

## Hình ảnh

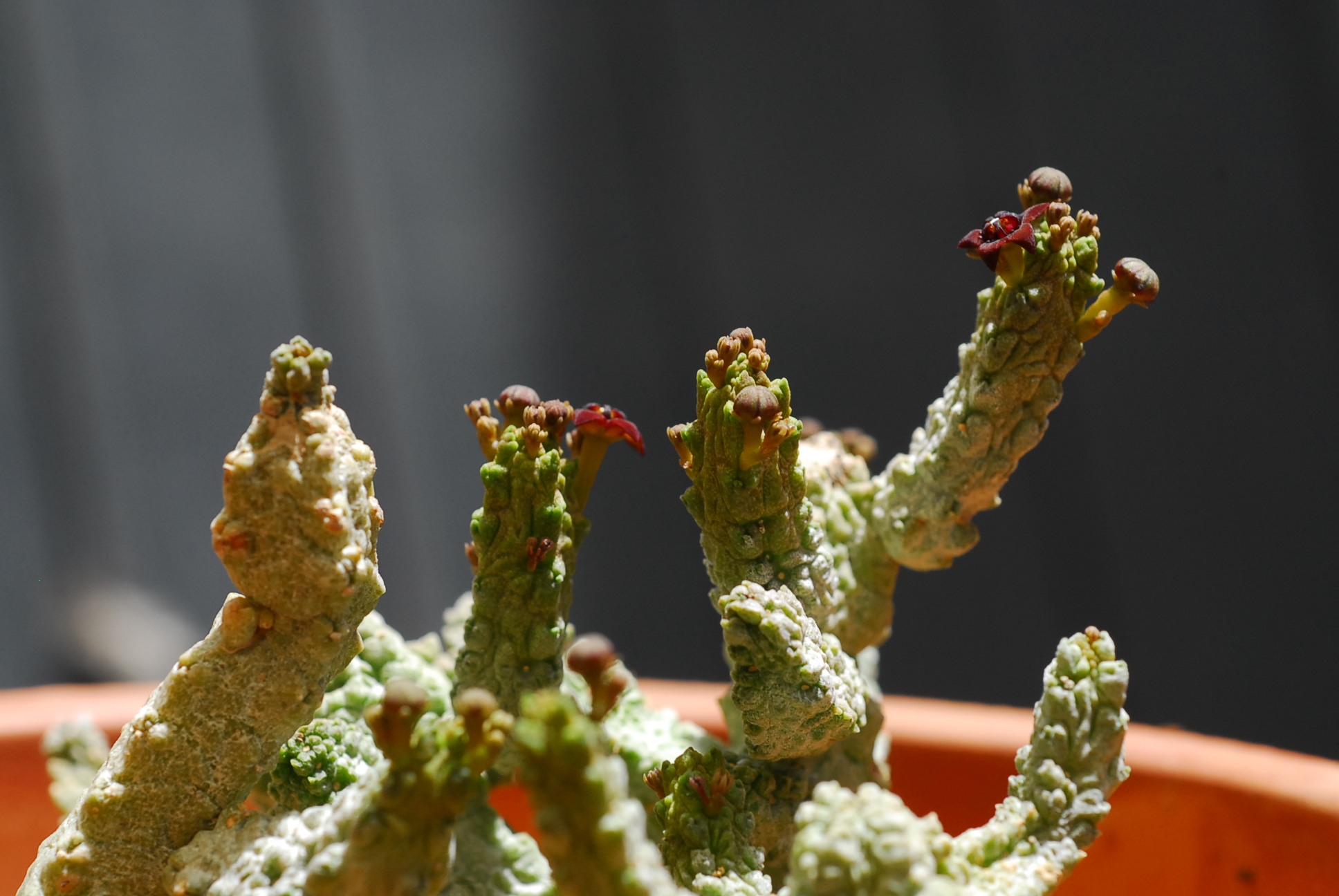